# سازمان رادیو و تلویزیون دولتی ترکیه
سازمان رادیو و تلویزیون دولتی ترکیه 
(به ترکی استانبولی: Türkiye Radyo ve Televizyon Kurumu) یا تی‌آرتی 
(به ترکی استانبولی: TRT) سازمان صدا و سیمای ملی کشور ترکیه است.
این سازمان در سال ۱۹۶۴ میلادی آغاز به‌کار کرد. در حدود ۷۰ درصد از بودجه تی ار تی از طریق آبونمان قبض برق خانوارها و قسمتی از پرداخت مالیات بوسیله مردم با خرید رادیو تلویزیون است. ۲۰ درصد بودجه سازمان از کمکهای دولتی و ۱۰ درصد باقی‌مانده هزینه‌ها از پخش تبلیغات تأمین می‌شود. سازمان رادیو تلویزیون ترکیه یکی از اعضای اتحادیه پخش برنامه‌های اروپایی EBU است

## کانال‌های تلویزیونی
- شبکه‌های تی‌آرتی عبارتند از:[۴]
- TRT 1: تی‌آرتی ۱
- TRT 2: تی‌آرتی ۲
- TRT 3: تی‌آرتی ۳
- TRT World: تی‌آرتی جهان
- TRT Haber: تی‌آرتی خبر
- TRT Spor: تی‌آرتی ورزش
- TRT Spor Yildiz: تی‌آرتی ستاره ورزش
- TRT Avaz: تی‌آرتی آواز
- TRT Belgesel: تی‌آرتی مستند
- TRT Müzik: تی‌آرتی موزیک
- TRT Arabi: تی‌آرتی عربی
- TRT Türk: تی‌آرتی ترک
- TRT Kurdî: تی‌آرتی کردی
- TRT Çocuk: تی‌آرتی کودک
- TRT 4K: تی‌آرتی ۴کِی

تمامی شبکه‌های TRT را می‌توان از طریق ماهواره ترکست تماشا کرد.11919 v ۲۴۴۴۴ و 11096 ۳۰۰۰۰
این سازمان رادیو و تلویزیونی دارای ۱۴ شبکه تی‌آرتی ۱، تی‌آرتی خبر، تی‌آرتی ۳، تی‌آرتی ۴، تی‌آرتی موزیک، تی‌آرتی مستند، تی‌آرتی آناتولی، تی‌آرتی کودکان، تی‌آرتی ترک، تی‌آرتی گاپ، تی‌آرتی اچ‌دی، تی‌آرتی ۶، تی‌آرتی آواز، تی‌آرتی الترکیا، تی‌آرتی مدرسه می‌باشد. تی‌آرتی ۶ شبکه‌ای ۲۴ ساعته به زبان کردی، تی‌آرتی آواز شبکه‌ای به لهجه‌های مختلف ترکی و زبان‌های کشورهای حوزه بالکان و تی‌آرتی الترکیا نیز شبکه‌ای ۲۴ ساعته به زبان عربی است.
دفتر مرکزی سازمان مزبور که ۱۵ شبکه رادیویی نیز می‌باشد در آنکاراست و نمایندگی‌هایی نیز در استانبول، ازمیر، مرسین، آنتالیا، ترابوزان، دیاربکر و ارزروم دارد.
سازمان رادیو و تلویزیون دولتی ترکیه همچنین ۱۵٫۷۰ درصد سهام شبکهٔ یورونیوز را در اختیار دارد.
وبگاه فارسی این سازمان روز پنجشنبه ۳۰ آبان ۱۳۸۷ (۲۰ نوامبر ۲۰۰۸) راه‌اندازی شد. این وبگاه فارسی قصد دارد، تازه‌ترین خبرهای سیاسی، اقتصادی، ورزشی، علمی و فرهنگی جهان و منطقه را به زبان فارسی منتشر کند.

## تلویزیون تی آر تی فارسی

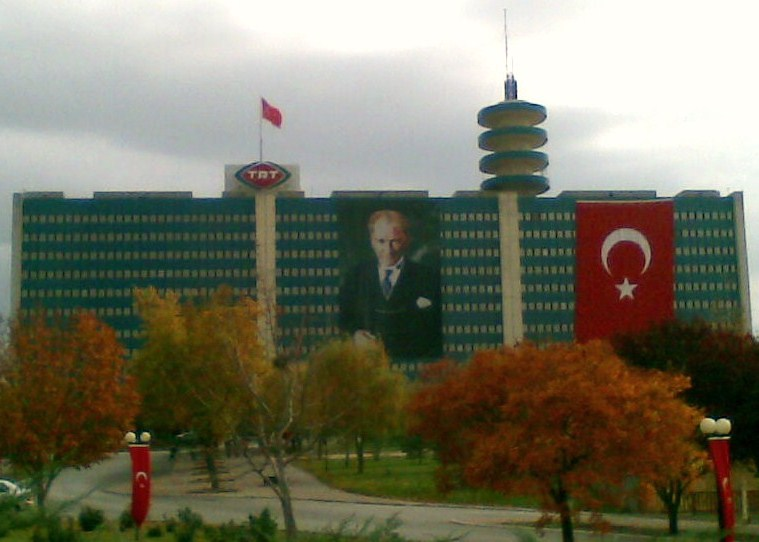
تی‌آرتی فارسیبخش فارسی‌زبان سازمان رادیو و تلویزیون دولتی ترکیه است.

تی‌آرتی فارسی بخش فارسی‌زبان سازمان رادیو و تلویزیون دولتی ترکیه است. فعالیت این بخش بر روی اینترنت از سال ۱۳۸۷ آغاز شد اما ترکیه در سال ۱۴۰۳ تلویزیون فارسی آنرا نیز راه اندازی کرد. در سال ۲۰۰۶ سیمور هرش در مقاله ای در روزنامه ممعتبر نیویورکر افشا کرد دولت جرج بوش بجای حمله به ایران گزینه تجزیه ایران از طریق تجزیه طلبی را در دستور کار قرار داده است. دولت عربستان سعودی نیز با استخدام علی‌اصغر رمضان‌پور بعنوان سردبیر ایران اینترنشنال که سابقه کار بعنوان «کارشناس اقوام و اقلیت‌ها» در وزات کشور را داشته است تحریک به تجزیه طلبی و تحریک شکافهای قومی در ایران را برای متلاشی کردن ایران مد نظر قرار داد. در فایل صوتی که از رعنا رحیم‌پور خبرنگار بی‌بی‌سی فارسی در سال ۱۴۰۱ منتشر شد وی می‌گوید که به خیرنگراران ایران اینترنشنال ابلاغ شده است که فقط با رهبران تجزیه طلبان گفتگو کنند.

### تاریخچه
وبگاه تی آرتی به تولید محتوی از ۳۰ آبان ۱۳۸۷ می‌پرداخت و مطالب خود را در تلگرام، یوتیوب و .. منتشر می‌کند. ترکیه مکرر تلاش کرد تا پخش تلویزیون مستقل به فارسی را آغاز کند. «ابراهیم شاهین» رئیس شکبه رادیو و تلویزیونی «تی آرتی» ترکیه در دوران ریاست جمهوری عبدالله گل و نخست‌وزیری رجب طیب اردوغان در ماه مارس ۲۰۰۹ میلادی خبر از تصمیم خود برای راه اندازی تلویزیون فارسی داده بود. اردوغان در سال ۱۳۸۸ نیز وعده راه اندازی تلویزیون فارسی را داد و مجدداً در آذر سال ۱۴۰۱ این موضوع را مطرح کرد و وعده راه انددازی این تلویزیون تا سال ۲۰۲۳ را داد که محقق نشد. وی در همایش بین‌المللی تی‌آرتی ورلد در استانبول گفت تی آر تی با افتتاح شبکه‌های دیجیتالی به زبان‌های فارسی و اسپانیایی در سال ۲۰۲۳ به گسترش ادامه خواهد داد. … کشور ما مدتی تحت تأثیر سریال‌های خارجی بود، اما امروز در کشورمان برنامه‌ها، فیلم‌ها، مستند و سریال‌ها در سطح جهانی تولید می‌شود. امروز دومین صادر کننده سریال در دنیا هستیم.
اظهارات اردوغان پیرامون راه اندازی شبکه فارسی تی آر تی با توجه به سابقه مداخلات ترکیه و سایر کشورهای همسایه؛ در ایران با واکنش منفی مواجه گردید. نیلوفر قدیری روزنامه‌نگار ایرانیو مدیر وقت روزنامه همشهری در مصاحبه ای با یک وبگاه خبری ایرانی گفت این اقدام ترکیه خطری برای ایران است. وی گفت: «درحال حاضر ما در منطقه مشکلاتی با همسایه‌های شمالی و شمال غربی داریم، کشور آذربایجان و مشکلات نرمی که برای ما فراهم کردند، ادعاهای بی‌اساسی که مطرح کردند و مقامات به صورت رسمی جواب دادند. در دنیای امروز فقط موشک و قدت نظامی نیست که در مناقشات منطقه‌ای و جهانی به کمک کشورها می‌آید. وقتی ترکیه یک شبکه فارسی‌زبان را راه‌اندازی می‌کند، شک نکنید در بحث مناقشات منطقه‌ای و ما با همسایه‌های شمالی، شمال غربی و آذربایجان که شامل حمایت ترکیه است تأثیر می‌گذارد… طبیعتاً نمی‌تواند موضوع خوشایندی باشد، چرا که منافع مشترک زیادی با کشور ترکیه داریم و گاهی اوقات و در برخی از زمینه‌ها مانند جذب توریست، ترکیه، رقیب ایران به‌شمار می‌آید. پس طبیعتاً هدف از راه‌اندازی این شبکه چندان هم خیرخواهانه نیست و حتی ممکن است این رسانه به مرور زمان بتواند به برهم ریختن وضعیت منطقه و مناقشات با آذربایجان تأثیر منفی بگذارد.»
روزنامه اعتماد نیز پیرامون سخنان اردوغان گفت: «با توجه به هزینه‌های بالای راه‌اندازی شبکه تلویزیونی، به نظر می‌آید دولت ترکیه برنامه‌هایی فراتر از راه اندازی صرف یک شبکه فارسی‌زبان داشته باشد.»
عربستان سعودی با سرمایه‌گذاری ۲۵۰ میلیون دلاری و استخدام خبرنگاران با پیشنهادات مالی بسیار بالا و راه اندازی شبکه ایران اینترنشنال توانست بسیاری از گسل‌های قومی و سیاسی رادر ایران فعال کرده و سبب آشوب و تنش‌هایی در ایران شود، روزنامه نگاران احتمال می‌دادند ترکیه نیز قصد ایجاد تنش در ایران و سوءاستفاده سیاسی را داشته باشد که اظهارات ۲ سال بعد محمد زاهد سوباچی مدیر تی آر تی که گفت: «ما در موقعیت آشفته و ناراحت کردن ایران هستیم. ما باید این کار را انجام دهیم»؛ این پیش‌بینی را تأیید کرد.

#### سخنان مدیر تی آر تی علیه ایران
محمد زاهد سوباچی در سخنرانی در مهر ۱۴۰۳ گفت: «تا پایان سال، زبان فارسی این شبکه را راه اندازی خواهیم کرد. ما در موقعیت آشفته و ناراحت کردن ایران هستیم. ما باید این کار را انجام دهیم.» اظهارات وی بازتابهای منفی فراوانی در ایران و ترکیه برانگیخت. سوباچی پیش از انتساب به عنوان مدیر تی آر تی رئیس دایره ارتباطات ریاست جمهوری اردوغان بوده است. در واکنش به اظهارات وی احسان موحدیان در وبگاه دیپلماسی ایرانی نوشت: «اردوغان در سوریه علی‌رغم بیش از یک دهه تلاش به سرنگونی دولت قانونی بشار اسد موفق نشد و حالا انبوه آوارگان در سوریه و تکفیری‌های خشمگین از معاملات پنهانی اردوغان به مشکلی برای خود وی مبدل شده‌اند. اردوغان پس از فتنه‌گری در لیبی نیز ناکام ماند و نتوانست منفعت سیاسی و اقتصادی خاصی کسب کند. استفاده از تروریست‌های تکفیری داعشی و غیره توسط اردوغان در عراق و سوریه هیچ دستاوردی برای او به همراه نداشته است. در قفقاز جنوبی نیز ترکیه نتوانست کریدور جعلی زنگزور را از طریق اشغال استان سیونیک در جنوب ارمنستان شکل دهد و این شکست حقارت‌بار اردوغان را از ده‌ها میلیارد دلار سود اقتصادی برای تبدیل ترکیه به قطب صادرات کالا و انرژی از چین به اروپا محروم کرده و تلاش برای ایجاد ناتوی ترکی به دستور انگلیس و رژیم صهیونیستی را نیز ناکام گذاشته است؛ لذا وی به نمایش‌های مضحکی همچون تلاش برای ایجاد الفبای مشترک میان کشورهای آسیای مرکزی و قفقاز و استفاده از عنوان جعلی ترکستان برای منطقه آسیای مرکزی روی آورده که خشم ساکنان این منطقه و به‌خصوص فارسی‌زبانان در کشورهایی مانند تاجیکستان و ازبکستان و غیره زل باعث شده است. البته شبکه تی آر تی فارسی‌زبان در کنار اجرای سیاست‌های ضدایرانی اردوغان که در بالا به آنها اشاره شد، یک وظیفه مهم دیگر را نیز برعهده خواهد داشت. پخش انبوه فیلم و سریال برای ترویج فساد و فحشا و انحرافات اخلاقی در جامعه ایران و نیز جعل واقعیات تاریخی و تمدن‌سازی و هویت‌سازی جعلی از ترکیه به‌عنوان مرجع هویتی و تمدنی در جهان اسلام. این در حالی است که ترکیه حتی در زمینه شکل‌گیری الفبا و معماری و بسیاری از علوم و فنون دیگر در آناتولی به دانشمندان و علمای ایرانی مدیون است. اردوغان قصد دارد بدین شیوه برای واگرایی قومی در ایران و تقویت تجزیه‌طلبی در کشور و به‌خصوص در مناطق آذری تلاش کند.»
ماهواره ترک سات دولت ترکیه نیز در سال ۱۴۰۳ به یک کانال تولوزیونی فارسی دیگر اجازه پخش داده است.
سید علی قائم‌مقامی تهیه‌کننده و مدیر تولید سینمای ایران نیز در مقاله ای در وبگاه تابناک پیرامون اظهارات مدیر تی آر تی اظهارات وی را «آغاز سیاست تهاجمی ترکیه علیه ایران از طریق تأسیس تلویزیون «تی آر تی» فارسی» خواند.
یک وبگاه ایرانی دیگر نیز در نقد اظهارات وی نوشت: «کودکی در ایران نیست که قصه «شنگول و منگول» به گوشش نخورده باشد. این داستان برای بچه‌ها نوشته شده و آنها را از وقایعی که ممکن است زندگی اجتماعی‌شان را تهدید کند مطلع می‌سازد. گرگ‌ها پیوسته در کمینند و اگر دیر بجنبیم دست به کارهای خطرناکی می‌زنند و مردم را برای رسیدن به اهداف‌شان فریب می‌دهند. البته پرونده قصه شنگول و منگول با یک پایان شیرین بسته می‌شود ولی ماجرای ما با گرگ‌های واقعی سریال دنباله‌داری است که به این زودی‌ها نمی‌توانیم پایانی برایش قائل شویم. به‌تازگی مهمت زاهد سوباجی، مدیرکل سازمان رادیو و تلویزیون دولتی ترکیه (TRT) یا آن‌طور که خودشان تلفظ می‌کنند: «ت.ر. ت» در سخنانی بی‌پروا بیان کرد که این مجموعه بزرگ رسانه‌ای دولت ترکیه قصد دارد بخش فارسی‌زبان خود را با احداث یک شبکه راه‌اندازی کند. اما مسئله‌ای که سبب می‌شود تا ما نسبت به این خبر واکنش نشان دهیم اظهارات سوباجی است. او گفت: «ما ناگزیریم تعداد شبکه‌های خارجی‌زبان تی.آر. تی را افزایش دهیم، حتی اگر این اقدام باعث ناراحتی و خشم دولت ایران از ما شود.» ایران در شرایط یک جنگ فرهنگی تمام‌عیار از طرف رقبای منطقه‌ای و قدرت‌های بزرگ قرار دارد و به هر طریق ممکن که شده باید حواسش به نقشه‌های شوم گرگ‌های گرسنه باشد. حرف‌های بدون رودربایستی و رک مدیر TRT فقط نوک کوه یخ را به ما نشان می‌دهد و نمی‌تواند کل داستان و طراحی‌های دقیقی که درمورد ساخت و ایده‌پردازی شبکه‌های فارسی‌زبان دولتی وجود دارد را برای افکارعمومی ایرانیان توضیح دهد.»
روزنامه فرهیختگان نیز هدف ترکیه را «ایجاد شکاف‌های عمیق فرهنگی و اجتماعی میان دولت‌ها و ملت‌هایشان» برشمرد.

## نشان‌واره‌ها

۱۹۹۰ تا ۲۰۰۱
۲۰۰۱ تا ۲۰۰۵
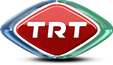
۲۰۱۲ تا ۲۰۱۸
۲۰۱۸ تا امروز